# Rauw Alejandro/Auszeichnungen für Musikverkäufe

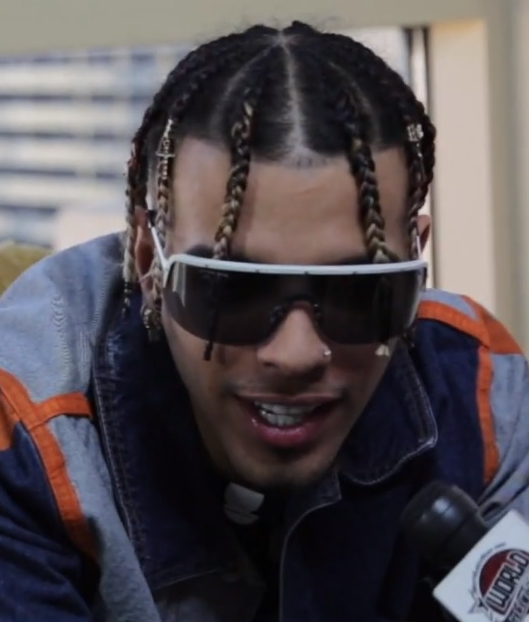
Rauw Alejandro

Dies ist eine Übersicht über die Auszeichnungen für Musikverkäufe des puerto-ricanischen Latin-Pop-Sängers, Komponisten, Tänzers und Musikproduzenten Rauw Alejandro. Die Auszeichnungen finden sich nach ihrer Art (Gold, Platin usw.), nach Staaten getrennt in chronologischer Reihenfolge, geordnet sowie nach den Tonträgern selbst, ebenfalls in chronologischer Reihenfolge, getrennt nach Medium (Alben, Singles usw.), wieder.

## Auszeichnungen
| - Argentinien - 2020: für die Single Tattoo - 2021: für die Single 2/catorce - Belgien - 2023: für das Lied Beso - Brasilien - 2022: für die Single La nota - 2022: für das Lied Brazilera - 2023: für die Single Reloj - 2023: für die Single Nostálgico - 2024: für die Single Elegí - Chile - 2020: für die Single Tattoo - 2020: für die Single El efecto (Remix) - 2023: für die Single Punto 40 - Frankreich - 2025: für die Single Desesperados - Italien - 2020: für die Single Fantasías - 2023: für das Album Vice versa - 2023: für die Single Te felicito - 2024: für die Single Baby Hello - 2024: für die Single Cúrame - 2024: für die Single Santa - 2024: für die Single Lokera - Kanada - 2021: für die Single Todo de ti - 2023: für die Single Tattoo - 2023: für die Single Desesperados - 2024: für die Single Te felicito - Kolumbien - 2020: für das Album Afrodisíaco - 2020: für die Single Tattoo - 2021: für die Single Cúrame - Mexiko - 2020: für die Single Fantasías (Unplugged) - 2021: für die Single No Encuentro Palabras - 2022: für die Single Loquita - 2023: für das Lied Ron Cola - 2023: für das Album Trap Cake Vol. 2 - 2023: für die Single Baby Hello - 2024: für das Lied Dejau’ - 2024: für die Single Dime Quién???? - 2024: für das Lied Qué rico ch**gamos’ - 2024: für die Single Déjame Entrar - 2025: für das Lied Tú con Él - 2025: für das Lied Se fue - 2025: für das Album Cosa nuestra - 2025: für das Lied Hey Lil Mama - 2025: für das Lied Corazón despeinado - 2025: für die Single Espectacular - Polen - 2021: für die Single Baila conmigo - Portugal - 2022: für die Single Desesperados - 2023: für die Single Te felicito - Schweiz - 2023: für das Lied Beso - Spanien - 2020: für die Single Dembow 2020 - 2021: für das Lied Sabe - 2023: für das Lied Vampiros - 2023: für die Single Suave (Remix) - 2023: für das Lied De Carolina - 2024: für die Single Detective - 2024: für die Single Estadia - 2024: für die Single La mentira (Remix) - 2024: für die Single Loco Por Perrearte (Remix) - 2024: für die Single Loquita - 2024: für die Single Nubes - 2024: für die Single Ojitos - 2024: für die Single Poderosa - 2024: für die Single Una mas - 2024: für die Single Una noche - 2024: für das Lied Abusadora - 2024: für das Lied Al mismo tiempo - 2024: für das Lied Bésalo - 2024: für das Lied Pensándote - 2024: für das Lied Perreo Pesau - 2024: für die Single T.T.I. - 2024: für die Single Dime Quién???? - 2024: für das Lied Desenfocao’ - 2024: für die Single Elegí (Remix) - 2024: für die Single Fantasia sexual - 2024: für das Lied Al Callao’’ - 2024: für die Single Miénteme (Remix) - 2024: für die Single La nena - 2024: für die Single Mi Estilo de Vida II - 2024: für die Single Espectacular - 2024: für die Single Que le dé - 2024: für das Lied Promesa - 2024: für das Lied Volver - 2024: für das Album Playa Saturno - 2024: für das Lied Si Te Pegas - 2024: für das Lied Química - 2024: für das Lied Dejau’ - 2024: für die Single Déjame Entrar - 2024: für das Lied Se fue - 2025: für die Single Sci-Fi - 2025: für das Lied Soy una gárgola - 2025: für das Lied Qué rico ch**gamos’ - 2025: für das Lied Tú con Él - Vereinigte Staaten - 2020: für die Single Tequila Sunrise (Latin) - 2022: für die Single Cositas (Latin) - 2022: für das Lied En Mi Habitación (Latin) - 2022: für das Lied Vapor (Latin) - 2024: für das Lied Que pasaría… (Latin) - Zentralamerika - 2022: für das Lied Perreo Pesau - 2022: für das Lied La old skul - 2022: für die Single Problemón - 2024: für das Album Cosa nuestra - 2024: für die Single Déjame Entrar - 2025: für die Single Byak - 2025: für das Lied Se fue - 2025: für das Lied Revolu - 2025: für das Lied Espresso Martini - Argentinien - 2020: für die Single Fantasías - 2021: für die Single Todo de ti - Brasilien - 2022: für die Single Todo de ti - 2023: für die Single Tattoo (Remix) - 2023: für die Single Desesperados - 2023: für das Lied Beso - Chile - 2023: für die Single Lokera - 2023: für die Single Te felicito - Frankreich - 2025: für die Single Te felicito - 2025: für die Single Todo de ti - Italien - 2020: für die Single El efecto - 2024: für die Single Desesperados - Kolumbien - 2020: für die Single Fantasías - 2021: für die Single La nota - Mexiko - 2023: für die Single De cora <3 - 2024: für das Lied Museo - 2024: für das Lied Picardía - 2024: für das Album Saturno - 2024: für die Single Reloj - 2025: für das Lied Que pasaría… - 2025: für das Lied Khe? - 2025: für die Single Bzrp Music Sessions, Vol. 56 - Peru - 2020: für das Album Afrodisíaco - 2020: für die Single Fantasías - Portugal - 2021: für die Single Todo de ti - 2024: für die Single Santa - 2025: für das Lied Que pasaría… - Spanien - 2020: für die Single Elegí - 2020: für die Single Enchule - 2020: für die Single Fantasías (Remix) - 2020: für die Single TBT - 2021: für das Album Afrodisíaco - 2021: für die Single De cora <3 - 2023: für das Lied Ron Cola - 2023: für die Single Panties y Brasieres - 2023: für das Album Saturno - 2024: für die Single Algo mágico - 2024: für die Single Cuerpo en venta - 2024: für die Single Dream Girl (Remix) - 2024: für die Single La cama (Remix) - 2024: für die Single La curiosidad (Blue Grand Prix Remix) - 2024: für die Single Luz apaga - 2024: für die Single Problemón - 2024: für die Single Suave (Remix) - 2024: für die Single Tamo en nota - 2024: für die Single Vacío - 2024: für das Lied Aquel nap zzzz - 2024: für das Lied Cosa guapa - 2024: für das Lied Museo - 2024: für das Lied Corazón despeinado - 2024: für die Single En tu cuerpo (Remix) - 2024: für die Single No fue (Remix) - 2024: für das Lied Hey Lil Mama - 2024: für die Single Byak - 2024: für das Lied Nada - 2024: für die Single Date tu guille - 2025: für das Lied Lejos del Cielo - 2025: für das Lied Khe? - 2025: für die Single Color Esperanza 2020 - 2025: für das Album Cosa nuestra - Vereinigte Staaten - 2020: für die Single Elegí (Latin) - 2020: für die Single Fantasías (Unplugged) (Latin) - 2020: für die Single Dembow 2020 (Latin) - 2021: für die Single Date tu guille (Latin) - 2021: für die Single 2/catorce (Latin) - 2022: für die Single Estadia (Latin) - 2022: für die Single Tiroteo (Remix) (Latin) - 2022: für die Single Una mas (Latin) - 2022: für die Single Infiel (Latin) - 2022: für die Single Loco Por Perrearte (Remix) (Latin) - 2023: für das Lied Sabe (Latin) - 2024: für das Lied Beso - 2024: für das Lied Touching the Sky (Latin) - 2024: für die Single Déjame Entrar (Latin) - 2025: für das Lied Sexplaylist1 (Latin) - 2025: für das Lied Cohete (Latin) - Zentralamerika - 2020: für die Single Fantasías - 2022: für die Single TBT - 2022: für das Album Afrodisíaco - 2022: für das Album Vice versa - 2022: für die Single Desesperados - 2022: für die Single De cora <3 - 2022: für die Single Algo mágico - 2022: für die Single Enchule - 2022: für die Single Sexo virtual - 2025: für das Lied Tú con Él | - Mexiko - 2021: für die Single Fantasías (Remix) - 2022: für die Single Problemón - 2023: für die Single Punto 40 - 2025: für die Single Lokera - Brasilien - 2024: für die Single Te felicito - 2024: für die Single Baila conmigo - Italien - 2024: für das Lied Beso - 2024: für die Single Todo de ti - Kolumbien - 2021: für das Album Vice versa - 2021: für die Single 2/catorce - Mexiko - 2020: für die Single Que le dé - 2021: für die Single Fantasías - 2021: für die Single El efecto (Remix) - 2022: für die Single 2/catorce - 2024: für das Album Afrodisíaco - 2024: für die Single Nostálgico - 2024: für das Lied Diluvio - Peru - 2020: für die Single Tattoo - 2021: für die Single Tiroteo Remix - Spanien - 2020: für die Single 4 besos - 2020: für die Single El efecto - 2021: für die Single Aloha - 2021: für die Single Baila conmigo - 2021: für die Single Me fijé - 2022: für das Album Vice versa - 2024: für das Lied Party - 2024: für die Single Toda (Remix) - 2024: für die Single Sexo virtual - 2024: für das Lied La old skul - 2024: für die Single El efecto (Remix) - 2024: für die Single Ponte pa’ mi - 2024: für das Lied Dile a el - 2025: für die Single Mírame (Remix) - 2025: für das Lied Que pasaría… - Vereinigte Staaten - 2019: für die Single Que le dé (Latin) - 2023: für das Lied Diluvio (Latin) - 2023: für das Album Playa Saturno (Latin) - Zentralamerika - 2022: für die Single Cúrame - Mexiko - 2024: für die Single Desesperados - 2024: für die Single Sexo virtual - 2024: für die Single Enchule - 2025: für das Lied Dile a el - 2025: für die Single Todo de ti - 2025: für die Single La nota - 2025: für die Single Te felicito - Argentinien - 2020: für das Album Afrodisíaco - Kolumbien - 2021: für die Single Todo de ti - Mexiko - 2021: für die Single Dream Girl (Remix) - 2022: für die Single TBT - 2024: für das Lied Beso - Portugal - 2024: für das Lied Beso - Spanien - 2020: für die Single Tattoo - 2023: für die Single Punto 40 - 2024: für das Lied Diluvio - 2024: für die Single Bzrp Music Sessions, Vol. 56 - 2024: für die Single Reloj - Vereinigte Staaten - 2022: für die Single TBT (Latin) - 2023: für die Single Baby Hello (Latin) - Zentralamerika - 2022: für die Single 2/catorce - 2022: für die Single Elegí - 2025: für das Lied Khe? - 2025: für das Lied Que pasaría… - Mexiko - 2021: für die Single Tattoo - 2024: für die Single Cúrame - 2024: für die Single Elegí (Remix) - 2025: für die Single Santa - Ecuador - 2022: für die Single TBT - Mexiko - 2022: für die Single Tiroteo (Remix) - Spanien - 2021: für die Single La nota - 2024: für die Single 2/catorce - 2024: für die Single Nostálgico - 2024: für die Single Lokera - 2024: für die Single Fantasías - Vereinigte Staaten - 2021: für die Single Tattoo (Latin) - 2022: für die Single Desesperados (Latin) - 2023: für die Single Panties y Brasieres (Latin) - 2023: für die Single Mírame (Latin) - Zentralamerika - 2022: für die Single La nota - 2022: für die Single Reloj - 2022: für die Single Tattoo | - Mexiko - 2021: für die Single El efecto - 2024: für die Single Color Esperanza 2020 - 2025: für das Album Vice versa - Spanien - 2021: für die Single Tattoo (Remix) - 2024: für die Single Baby Hello - 2024: für die Single Santa - Vereinigte Staaten - 2021: für die Single Todo de ti (Latin) - 2024: für die Single Aloha (Latin) - 2025: für das Album Cosa nuestra (Latin) - Spanien - 2024: für die Single Desesperados - 2024: für die Single Cúrame - 2024: für die Single Te felicito - Vereinigte Staaten - 2024: für die Single Problemón (Latin) - 2024: für das Album Saturno (Latin) - Spanien - 2025: für das Lied Beso - Spanien - 2024: für die Single Tiroteo (Remix) - Vereinigte Staaten - 2021: für die Single El efecto (Latin) - 2023: für die Single Mírame (Remix) (Latin) - Vereinigte Staaten - 2022: für die Single La nota (Latin) - 2024: für das Album Afrodisíaco (Latin) - Spanien - 2024: für die Single Todo de ti - Vereinigte Staaten - 2023: für die Single Punto 40 (Latin) - Vereinigte Staaten - 2025: für die Single Santa (Latin) - Vereinigte Staaten - 2024: für das Album Vice versa (Latin) - Vereinigte Staaten - 2025: für die Single Nostálgico (Latin) - Vereinigte Staaten - 2021: für die Single Fantasías (Latin) - Vereinigte Staaten - 2023: für die Single Toda (Remix) (Latin) - 2023: für die Single Lokera (Latin) - Vereinigte Staaten - 2025: für die Single Te felicito (Latin) - Chile - 2020: für die Single Fantasías - Frankreich - 2024: für das Lied Beso - Mexiko - 2021: für die Single Fantasías - 2022: für die Single Problemón - 2023: für die Single Elegí (Remix) - 2024: für die Single Desesperados - 2025: für die Single Lokera - 2025: für die Single La nota - 2025: für die Single Te felicito - Vereinigte Staaten - 2022: für die Single Dream Girl (Remix) (Latin) - Zentralamerika - 2022: für die Single Todo de ti - 2025: für die Single Santa - Mexiko - 2024: für die Single Reloj - 2025: für die Single Algo mágico - 2025: für die Single Todo de ti - 2025: für die Single Tattoo (Remix) |

## Auszeichnungen nach Alben

### Afrodisíaco
| Land/Region               | Auszeichnungen für Musikverkäufe (Land/Region, Auszeichnung, Verkäufe) | Verkäufe  |
| ------------------------- | ---------------------------------------------------------------------- | --------- |
| Argentinien (CAPIF)       | 3× Platin                                                              | 60.000    |
| Kolumbien (ASINCOL)       | Gold                                                                   | 5.000     |
| Mexiko (AMPROFON)         | 2× Platin                                                              | 280.000   |
| Peru (UNIMPRO)            | Platin                                                                 | 6.000     |
| Spanien (Promusicae)      | Platin                                                                 | 40.000    |
| Vereinigte Staaten (RIAA) | 11× Platin                                                             | 660.000   |
| Zentralamerika (CFC)      | Platin                                                                 | 10.000    |
| Insgesamt                 | 1× Gold · 9× Platin · 1× Diamant ·                                     | 1.061.000 |

### Vice versa
| Land/Region               | Auszeichnungen für Musikverkäufe (Land/Region, Auszeichnung, Verkäufe) | Verkäufe  |
| ------------------------- | ---------------------------------------------------------------------- | --------- |
| Italien (FIMI)            | Gold                                                                   | 25.000    |
| Kolumbien (ASINCOL)       | 2× Platin                                                              | 20.000    |
| Mexiko (AMPROFON)         | 9× Gold                                                                | 630.000   |
| Spanien (Promusicae)      | 2× Platin                                                              | 80.000    |
| Vereinigte Staaten (RIAA) | 17× Platin                                                             | 1.020.000 |
| Zentralamerika (CFC)      | Gold                                                                   | 5.000     |
| Insgesamt                 | 3× Gold · 15× Platin · 1× Diamant ·                                    | 1.780.000 |

### Trap Cake Vol. 2
| Land/Region       | Auszeichnungen für Musikverkäufe (Land/Region, Auszeichnung, Verkäufe) | Verkäufe |
| ----------------- | ---------------------------------------------------------------------- | -------- |
| Mexiko (AMPROFON) | Gold                                                                   | 70.000   |
| Insgesamt         | 1× Gold ·                                                              | 70.000   |

### Saturno
| Land/Region               | Auszeichnungen für Musikverkäufe (Land/Region, Auszeichnung, Verkäufe) | Verkäufe |
| ------------------------- | ---------------------------------------------------------------------- | -------- |
| Mexiko (AMPROFON)         | Platin                                                                 | 140.000  |
| Spanien (Promusicae)      | Platin                                                                 | 40.000   |
| Vereinigte Staaten (RIAA) | 7× Platin                                                              | 420.000  |
| Insgesamt                 | 9× Platin ·                                                            | 600.000  |

### Playa Saturno
| Land/Region               | Auszeichnungen für Musikverkäufe (Land/Region, Auszeichnung, Verkäufe) | Verkäufe |
| ------------------------- | ---------------------------------------------------------------------- | -------- |
| Spanien (Promusicae)      | Gold                                                                   | 20.000   |
| Vereinigte Staaten (RIAA) | 2× Platin                                                              | 120.000  |
| Insgesamt                 | 1× Gold · 2× Platin ·                                                  | 140.000  |

### Cosa nuestra
| Land/Region               | Auszeichnungen für Musikverkäufe (Land/Region, Auszeichnung, Verkäufe) | Verkäufe |
| ------------------------- | ---------------------------------------------------------------------- | -------- |
| Mexiko (AMPROFON)         | Gold                                                                   | 70.000   |
| Spanien (Promusicae)      | Platin                                                                 | 40.000   |
| Vereinigte Staaten (RIAA) | 6× Platin                                                              | 360.000  |
| Zentralamerika (CFC)      | Gold                                                                   | 5.000    |
| Insgesamt                 | 2× Gold · 7× Platin ·                                                  | 475.000  |

## Auszeichnungen nach Singles

### Toda (Remix)
| Land/Region               | Auszeichnungen für Musikverkäufe (Land/Region, Auszeichnung, Verkäufe) | Verkäufe  |
| ------------------------- | ---------------------------------------------------------------------- | --------- |
| Spanien (Promusicae)      | 2× Platin                                                              | 120.000   |
| Vereinigte Staaten (RIAA) | 22× Platin                                                             | 1.320.000 |
| Insgesamt                 | 4× Platin · 2× Diamant ·                                               | 1.440.000 |

### Luz apaga
| Land/Region          | Auszeichnungen für Musikverkäufe (Land/Region, Auszeichnung, Verkäufe) | Verkäufe |
| -------------------- | ---------------------------------------------------------------------- | -------- |
| Spanien (Promusicae) | Platin                                                                 | 60.000   |
| Insgesamt            | 1× Platin ·                                                            | 60.000   |

### T.T.I.
| Land/Region          | Auszeichnungen für Musikverkäufe (Land/Region, Auszeichnung, Verkäufe) | Verkäufe |
| -------------------- | ---------------------------------------------------------------------- | -------- |
| Spanien (Promusicae) | Gold                                                                   | 30.000   |
| Insgesamt            | 1× Gold ·                                                              | 30.000   |

### Miénteme (Remix)
| Land/Region               | Auszeichnungen für Musikverkäufe (Land/Region, Auszeichnung, Verkäufe) | Verkäufe |
| ------------------------- | ---------------------------------------------------------------------- | -------- |
| Vereinigte Staaten (RIAA) | Gold                                                                   | 30.000   |
| Insgesamt                 | 1× Gold ·                                                              | 30.000   |

### Que le dé
| Land/Region               | Auszeichnungen für Musikverkäufe (Land/Region, Auszeichnung, Verkäufe) | Verkäufe |
| ------------------------- | ---------------------------------------------------------------------- | -------- |
| Mexiko (AMPROFON)         | 2× Platin                                                              | 120.000  |
| Spanien (Promusicae)      | Gold                                                                   | 30.000   |
| Vereinigte Staaten (RIAA) | 2× Platin                                                              | 120.000  |
| Insgesamt                 | 1× Gold · 4× Platin ·                                                  | 270.000  |

### Mírame
| Land/Region               | Auszeichnungen für Musikverkäufe (Land/Region, Auszeichnung, Verkäufe) | Verkäufe |
| ------------------------- | ---------------------------------------------------------------------- | -------- |
| Vereinigte Staaten (RIAA) | 4× Platin                                                              | 240.000  |
| Insgesamt                 | 4× Platin ·                                                            | 240.000  |

### El efecto
| Land/Region               | Auszeichnungen für Musikverkäufe (Land/Region, Auszeichnung, Verkäufe) | Verkäufe |
| ------------------------- | ---------------------------------------------------------------------- | -------- |
| Italien (FIMI)            | Platin                                                                 | 70.000   |
| Mexiko (AMPROFON)         | 9× Gold                                                                | 270.000  |
| Spanien (Promusicae)      | 2× Platin                                                              | 80.000   |
| Vereinigte Staaten (RIAA) | 9× Platin                                                              | 540.000  |
| Insgesamt                 | 1× Gold · 16× Platin ·                                                 | 960.000  |

### La mentira (Remix)
| Land/Region          | Auszeichnungen für Musikverkäufe (Land/Region, Auszeichnung, Verkäufe) | Verkäufe |
| -------------------- | ---------------------------------------------------------------------- | -------- |
| Spanien (Promusicae) | Gold                                                                   | 30.000   |
| Insgesamt            | 1× Gold ·                                                              | 30.000   |

### Date tu guille
| Land/Region               | Auszeichnungen für Musikverkäufe (Land/Region, Auszeichnung, Verkäufe) | Verkäufe |
| ------------------------- | ---------------------------------------------------------------------- | -------- |
| Spanien (Promusicae)      | Gold                                                                   | 30.000   |
| Vereinigte Staaten (RIAA) | Platin                                                                 | 60.000   |
| Insgesamt                 | 1× Gold · 1× Platin ·                                                  | 90.000   |

### Detective
| Land/Region          | Auszeichnungen für Musikverkäufe (Land/Region, Auszeichnung, Verkäufe) | Verkäufe |
| -------------------- | ---------------------------------------------------------------------- | -------- |
| Spanien (Promusicae) | Gold                                                                   | 30.000   |
| Insgesamt            | 1× Gold ·                                                              | 30.000   |

### Mírame (Remix)
| Land/Region               | Auszeichnungen für Musikverkäufe (Land/Region, Auszeichnung, Verkäufe) | Verkäufe |
| ------------------------- | ---------------------------------------------------------------------- | -------- |
| Spanien (Promusicae)      | 2× Platin                                                              | 120.000  |
| Vereinigte Staaten (RIAA) | 9× Platin                                                              | 540.000  |
| Insgesamt                 | 11× Platin ·                                                           | 660.000  |

### Cuerpo en venta
| Land/Region          | Auszeichnungen für Musikverkäufe (Land/Region, Auszeichnung, Verkäufe) | Verkäufe |
| -------------------- | ---------------------------------------------------------------------- | -------- |
| Spanien (Promusicae) | Platin                                                                 | 60.000   |
| Insgesamt            | 1× Platin ·                                                            | 60.000   |

### Fantasías
| Land/Region               | Auszeichnungen für Musikverkäufe (Land/Region, Auszeichnung, Verkäufe) | Verkäufe  |
| ------------------------- | ---------------------------------------------------------------------- | --------- |
| Argentinien (CAPIF)       | Platin                                                                 | 20.000    |
| Chile (IFPI)              | Diamant                                                                | 400.000   |
| Italien (FIMI)            | Gold                                                                   | 35.000    |
| Kolumbien (ASINCOL)       | Platin                                                                 | 10.000    |
| Mexiko (AMPROFON)         | Diamant · + 2× Platin                                                  | 420.000   |
| Peru (UNIMPRO)            | Platin                                                                 | 6.000     |
| Spanien (Promusicae)      | 4× Platin                                                              | 240.000   |
| Vereinigte Staaten (RIAA) | 19× Platin                                                             | 1.140.000 |
| Zentralamerika (CFC)      | Platin                                                                 | 70.000    |
| Insgesamt                 | 1× Gold · 19× Platin · 3× Diamant ·                                    | 2.341.000 |

### Tequila Sunrise
| Land/Region               | Auszeichnungen für Musikverkäufe (Land/Region, Auszeichnung, Verkäufe) | Verkäufe |
| ------------------------- | ---------------------------------------------------------------------- | -------- |
| Vereinigte Staaten (RIAA) | Gold                                                                   | 30.000   |
| Insgesamt                 | 1× Gold ·                                                              | 30.000   |

### Suave (Remix)
| Land/Region               | Auszeichnungen für Musikverkäufe (Land/Region, Auszeichnung, Verkäufe) | Verkäufe |
| ------------------------- | ---------------------------------------------------------------------- | -------- |
| Spanien (Promusicae)      | Platin                                                                 | 60.000   |
| Vereinigte Staaten (RIAA) | Gold                                                                   | 30.000   |
| Insgesamt                 | 1× Gold · 1× Platin ·                                                  | 60.000   |

### Una noche
| Land/Region          | Auszeichnungen für Musikverkäufe (Land/Region, Auszeichnung, Verkäufe) | Verkäufe |
| -------------------- | ---------------------------------------------------------------------- | -------- |
| Spanien (Promusicae) | Gold                                                                   | 30.000   |
| Insgesamt            | 1× Gold ·                                                              | 30.000   |

### Dream Girl (Remix)
| Land/Region               | Auszeichnungen für Musikverkäufe (Land/Region, Auszeichnung, Verkäufe) | Verkäufe |
| ------------------------- | ---------------------------------------------------------------------- | -------- |
| Mexiko (AMPROFON)         | 3× Platin                                                              | 180.000  |
| Spanien (Promusicae)      | Platin                                                                 | 60.000   |
| Vereinigte Staaten (RIAA) | Diamant                                                                | 600.000  |
| Insgesamt                 | 4× Platin · 1× Diamant ·                                               | 840.000  |

### El efecto (Remix)
| Land/Region          | Auszeichnungen für Musikverkäufe (Land/Region, Auszeichnung, Verkäufe) | Verkäufe |
| -------------------- | ---------------------------------------------------------------------- | -------- |
| Chile (IFPI)         | Gold                                                                   | 90.000   |
| Mexiko (AMPROFON)    | 2× Platin                                                              | 120.000  |
| Spanien (Promusicae) | 2× Platin                                                              | 120.000  |
| Insgesamt            | 1× Gold · 4× Platin ·                                                  | 330.000  |

### Infiel
| Land/Region               | Auszeichnungen für Musikverkäufe (Land/Region, Auszeichnung, Verkäufe) | Verkäufe |
| ------------------------- | ---------------------------------------------------------------------- | -------- |
| Vereinigte Staaten (RIAA) | Platin                                                                 | 60.000   |
| Insgesamt                 | 1× Platin ·                                                            | 60.000   |

### Tattoo
| Land/Region               | Auszeichnungen für Musikverkäufe (Land/Region, Auszeichnung, Verkäufe) | Verkäufe  |
| ------------------------- | ---------------------------------------------------------------------- | --------- |
| Argentinien (CAPIF)       | Gold                                                                   | 10.000    |
| Chile (IFPI)              | Gold                                                                   | 90.000    |
| Kanada (MC)               | Gold                                                                   | 40.000    |
| Kolumbien (ASINCOL)       | Gold                                                                   | 5.000     |
| Mexiko (AMPROFON)         | 7× Gold                                                                | 210.000   |
| Peru (UNIMPRO)            | 2× Platin                                                              | 12.000    |
| Spanien (Promusicae)      | 3× Platin                                                              | 120.000   |
| Vereinigte Staaten (RIAA) | 4× Platin                                                              | 240.000   |
| Zentralamerika (CFC)      | 4× Platin                                                              | 280.000   |
| Insgesamt                 | 5× Gold · 16× Platin ·                                                 | 1.007.000 |

### TBT
| Land/Region               | Auszeichnungen für Musikverkäufe (Land/Region, Auszeichnung, Verkäufe) | Verkäufe |
| ------------------------- | ---------------------------------------------------------------------- | -------- |
| Ecuador (SOPROFON)        | 4× Platin                                                              | 24.000   |
| Mexiko (AMPROFON)         | 3× Platin                                                              | 180.000  |
| Spanien (Promusicae)      | Platin                                                                 | 40.000   |
| Vereinigte Staaten (RIAA) | 3× Platin                                                              | 180.000  |
| Zentralamerika (CFC)      | Platin                                                                 | 70.000   |
| Insgesamt                 | 12× Platin ·                                                           | 494.000  |

### Fantasías (Remix)
| Land/Region          | Auszeichnungen für Musikverkäufe (Land/Region, Auszeichnung, Verkäufe) | Verkäufe |
| -------------------- | ---------------------------------------------------------------------- | -------- |
| Mexiko (AMPROFON)    | 3× Gold                                                                | 90.000   |
| Spanien (Promusicae) | Platin                                                                 | 40.000   |
| Insgesamt            | 1× Gold · 2× Platin ·                                                  | 130.000  |

### Ojitos
| Land/Region          | Auszeichnungen für Musikverkäufe (Land/Region, Auszeichnung, Verkäufe) | Verkäufe |
| -------------------- | ---------------------------------------------------------------------- | -------- |
| Spanien (Promusicae) | Gold                                                                   | 30.000   |
| Insgesamt            | 1× Gold ·                                                              | 30.000   |

### No fue (Remix)
| Land/Region          | Auszeichnungen für Musikverkäufe (Land/Region, Auszeichnung, Verkäufe) | Verkäufe |
| -------------------- | ---------------------------------------------------------------------- | -------- |
| Spanien (Promusicae) | Platin                                                                 | 60.000   |
| Insgesamt            | 1× Platin ·                                                            | 60.000   |

### 4 besos
| Land/Region          | Auszeichnungen für Musikverkäufe (Land/Region, Auszeichnung, Verkäufe) | Verkäufe |
| -------------------- | ---------------------------------------------------------------------- | -------- |
| Spanien (Promusicae) | 2× Platin                                                              | 80.000   |
| Insgesamt            | 2× Platin ·                                                            | 80.000   |

### Elegí
| Land/Region               | Auszeichnungen für Musikverkäufe (Land/Region, Auszeichnung, Verkäufe) | Verkäufe |
| ------------------------- | ---------------------------------------------------------------------- | -------- |
| Brasilien (PMB)           | Gold                                                                   | 20.000   |
| Spanien (Promusicae)      | Platin                                                                 | 40.000   |
| Vereinigte Staaten (RIAA) | Platin                                                                 | 60.000   |
| Zentralamerika (CFC)      | 3× Platin                                                              | 210.000  |
| Insgesamt                 | 1× Gold · 5× Platin ·                                                  | 330.000  |

### La cama (Remix)
| Land/Region          | Auszeichnungen für Musikverkäufe (Land/Region, Auszeichnung, Verkäufe) | Verkäufe |
| -------------------- | ---------------------------------------------------------------------- | -------- |
| Spanien (Promusicae) | Platin                                                                 | 60.000   |
| Insgesamt            | 1× Platin ·                                                            | 60.000   |

### Ponte pa’ mi
| Land/Region          | Auszeichnungen für Musikverkäufe (Land/Region, Auszeichnung, Verkäufe) | Verkäufe |
| -------------------- | ---------------------------------------------------------------------- | -------- |
| Spanien (Promusicae) | 2× Platin                                                              | 120.000  |
| Insgesamt            | 2× Platin ·                                                            | 120.000  |

### Color Esperanza 2020
| Land/Region          | Auszeichnungen für Musikverkäufe (Land/Region, Auszeichnung, Verkäufe) | Verkäufe |
| -------------------- | ---------------------------------------------------------------------- | -------- |
| Mexiko (AMPROFON)    | 9× Gold                                                                | 270.000  |
| Spanien (Promusicae) | Platin                                                                 | 60.000   |
| Insgesamt            | 1× Gold · 5× Platin ·                                                  | 330.000  |

### Cositas
| Land/Region               | Auszeichnungen für Musikverkäufe (Land/Region, Auszeichnung, Verkäufe) | Verkäufe |
| ------------------------- | ---------------------------------------------------------------------- | -------- |
| Vereinigte Staaten (RIAA) | Gold                                                                   | 30.000   |
| Insgesamt                 | 1× Gold ·                                                              | 30.000   |

### Algo mágico
| Land/Region          | Auszeichnungen für Musikverkäufe (Land/Region, Auszeichnung, Verkäufe) | Verkäufe |
| -------------------- | ---------------------------------------------------------------------- | -------- |
| Mexiko (AMPROFON)    | 2× Diamant                                                             | 600.000  |
| Spanien (Promusicae) | Platin                                                                 | 60.000   |
| Zentralamerika (CFC) | Platin                                                                 | 70.000   |
| Insgesamt            | 2× Platin · 2× Diamant ·                                               | 730.000  |

### Tattoo (Remix)
| Land/Region          | Auszeichnungen für Musikverkäufe (Land/Region, Auszeichnung, Verkäufe) | Verkäufe |
| -------------------- | ---------------------------------------------------------------------- | -------- |
| Brasilien (PMB)      | Platin                                                                 | 40.000   |
| Mexiko (AMPROFON)    | 2× Diamant                                                             | 600.000  |
| Spanien (Promusicae) | 5× Platin                                                              | 200.000  |
| Insgesamt            | 6× Platin · 2× Diamant ·                                               | 840.000  |

### Dembow 2020
| Land/Region               | Auszeichnungen für Musikverkäufe (Land/Region, Auszeichnung, Verkäufe) | Verkäufe |
| ------------------------- | ---------------------------------------------------------------------- | -------- |
| Spanien (Promusicae)      | Gold                                                                   | 20.000   |
| Vereinigte Staaten (RIAA) | Platin                                                                 | 60.000   |
| Insgesamt                 | 1× Gold · 1× Platin ·                                                  | 80.000   |

### Mi Estilo de Vida II
| Land/Region          | Auszeichnungen für Musikverkäufe (Land/Region, Auszeichnung, Verkäufe) | Verkäufe |
| -------------------- | ---------------------------------------------------------------------- | -------- |
| Spanien (Promusicae) | Gold                                                                   | 30.000   |
| Insgesamt            | 1× Gold ·                                                              | 30.000   |

### Elegí (Remix)
| Land/Region          | Auszeichnungen für Musikverkäufe (Land/Region, Auszeichnung, Verkäufe) | Verkäufe |
| -------------------- | ---------------------------------------------------------------------- | -------- |
| Mexiko (AMPROFON)    | Diamant · + 7× Gold                                                    | 510.000  |
| Spanien (Promusicae) | Gold                                                                   | 30.000   |
| Insgesamt            | 2× Gold · 3× Platin · 1× Diamant ·                                     | 540.000  |

### En tu cuerpo (Remix)
| Land/Region          | Auszeichnungen für Musikverkäufe (Land/Region, Auszeichnung, Verkäufe) | Verkäufe |
| -------------------- | ---------------------------------------------------------------------- | -------- |
| Spanien (Promusicae) | Platin                                                                 | 60.000   |
| Insgesamt            | 1× Platin ·                                                            | 60.000   |

### Estadia
| Land/Region               | Auszeichnungen für Musikverkäufe (Land/Region, Auszeichnung, Verkäufe) | Verkäufe |
| ------------------------- | ---------------------------------------------------------------------- | -------- |
| Spanien (Promusicae)      | Gold                                                                   | 30.000   |
| Vereinigte Staaten (RIAA) | Platin                                                                 | 60.000   |
| Insgesamt                 | 1× Gold · 1× Platin ·                                                  | 90.000   |

### Enchule
| Land/Region          | Auszeichnungen für Musikverkäufe (Land/Region, Auszeichnung, Verkäufe) | Verkäufe |
| -------------------- | ---------------------------------------------------------------------- | -------- |
| Mexiko (AMPROFON)    | 5× Gold                                                                | 150.000  |
| Spanien (Promusicae) | Platin                                                                 | 40.000   |
| Zentralamerika (CFC) | Platin                                                                 | 70.000   |
| Insgesamt            | 1× Gold · 4× Platin ·                                                  | 260.000  |

### La nota
| Land/Region               | Auszeichnungen für Musikverkäufe (Land/Region, Auszeichnung, Verkäufe) | Verkäufe  |
| ------------------------- | ---------------------------------------------------------------------- | --------- |
| Brasilien (PMB)           | Gold                                                                   | 20.000    |
| Kolumbien (ASINCOL)       | Platin                                                                 | 20.000    |
| Mexiko (AMPROFON)         | Diamant · + 5× Gold                                                    | 450.000   |
| Spanien (Promusicae)      | 4× Platin                                                              | 160.000   |
| Vereinigte Staaten (RIAA) | 11× Platin                                                             | 660.000   |
| Zentralamerika (CFC)      | 4× Platin                                                              | 280.000   |
| Insgesamt                 | 2× Gold · 12× Platin · 2× Diamant ·                                    | 1.590.000 |

### Reloj
| Land/Region          | Auszeichnungen für Musikverkäufe (Land/Region, Auszeichnung, Verkäufe) | Verkäufe  |
| -------------------- | ---------------------------------------------------------------------- | --------- |
| Brasilien (PMB)      | Gold                                                                   | 20.000    |
| Mexiko (AMPROFON)    | 2× Diamant · + Gold                                                    | 660.000   |
| Spanien (Promusicae) | 3× Platin                                                              | 180.000   |
| Zentralamerika (CFC) | 4× Platin                                                              | 280.000   |
| Insgesamt            | 1× Gold · 8× Platin · 2× Diamant ·                                     | 1.140.000 |

### De cora <3
| Land/Region          | Auszeichnungen für Musikverkäufe (Land/Region, Auszeichnung, Verkäufe) | Verkäufe |
| -------------------- | ---------------------------------------------------------------------- | -------- |
| Mexiko (AMPROFON)    | Platin                                                                 | 140.000  |
| Spanien (Promusicae) | Platin                                                                 | 40.000   |
| Zentralamerika (CFC) | Platin                                                                 | 70.000   |
| Insgesamt            | 3× Platin ·                                                            | 250.000  |

### La curiosidad (Blue Grand Prix Remix)
| Land/Region          | Auszeichnungen für Musikverkäufe (Land/Region, Auszeichnung, Verkäufe) | Verkäufe |
| -------------------- | ---------------------------------------------------------------------- | -------- |
| Spanien (Promusicae) | Platin                                                                 | 60.000   |
| Insgesamt            | 1× Platin ·                                                            | 60.000   |

### Fantasia sexual
| Land/Region          | Auszeichnungen für Musikverkäufe (Land/Region, Auszeichnung, Verkäufe) | Verkäufe |
| -------------------- | ---------------------------------------------------------------------- | -------- |
| Spanien (Promusicae) | Gold                                                                   | 30.000   |
| Insgesamt            | 1× Gold ·                                                              | 30.000   |

### Baila conmigo
| Land/Region          | Auszeichnungen für Musikverkäufe (Land/Region, Auszeichnung, Verkäufe) | Verkäufe |
| -------------------- | ---------------------------------------------------------------------- | -------- |
| Brasilien (PMB)      | 2× Platin                                                              | 80.000   |
| Polen (ZPAV)         | Gold                                                                   | 25.000   |
| Spanien (Promusicae) | 2× Platin                                                              | 80.000   |
| Insgesamt            | 1× Gold · 4× Platin ·                                                  | 185.000  |

### 2/catorce
| Land/Region               | Auszeichnungen für Musikverkäufe (Land/Region, Auszeichnung, Verkäufe) | Verkäufe |
| ------------------------- | ---------------------------------------------------------------------- | -------- |
| Argentinien (CAPIF)       | Gold                                                                   | 10.000   |
| Kolumbien (ASINCOL)       | 2× Platin                                                              | 20.000   |
| Mexiko (AMPROFON)         | 2× Platin                                                              | 280.000  |
| Spanien (Promusicae)      | 3× Platin                                                              | 180.000  |
| Vereinigte Staaten (RIAA) | Platin                                                                 | 60.000   |
| Zentralamerika (CFC)      | 3× Platin                                                              | 210.000  |
| Insgesamt                 | 1× Gold · 11× Platin ·                                                 | 760.000  |

### Vacio
| Land/Region          | Auszeichnungen für Musikverkäufe (Land/Region, Auszeichnung, Verkäufe) | Verkäufe |
| -------------------- | ---------------------------------------------------------------------- | -------- |
| Spanien (Promusicae) | Platin                                                                 | 60.000   |
| Insgesamt            | 1× Platin ·                                                            | 60.000   |

### Aloha
| Land/Region               | Auszeichnungen für Musikverkäufe (Land/Region, Auszeichnung, Verkäufe) | Verkäufe |
| ------------------------- | ---------------------------------------------------------------------- | -------- |
| Spanien (Promusicae)      | 2× Platin                                                              | 80.000   |
| Vereinigte Staaten (RIAA) | 6× Platin                                                              | 360.000  |
| Insgesamt                 | 8× Platin ·                                                            | 440.000  |

### Me fijé
| Land/Region          | Auszeichnungen für Musikverkäufe (Land/Region, Auszeichnung, Verkäufe) | Verkäufe |
| -------------------- | ---------------------------------------------------------------------- | -------- |
| Spanien (Promusicae) | 2× Platin                                                              | 80.000   |
| Insgesamt            | 2× Platin ·                                                            | 80.000   |

### Poderosa
| Land/Region          | Auszeichnungen für Musikverkäufe (Land/Region, Auszeichnung, Verkäufe) | Verkäufe |
| -------------------- | ---------------------------------------------------------------------- | -------- |
| Spanien (Promusicae) | Gold                                                                   | 30.000   |
| Insgesamt            | 1× Gold ·                                                              | 30.000   |

### Tiroteo (Remix)
| Land/Region               | Auszeichnungen für Musikverkäufe (Land/Region, Auszeichnung, Verkäufe) | Verkäufe  |
| ------------------------- | ---------------------------------------------------------------------- | --------- |
| Mexiko (AMPROFON)         | 4× Platin                                                              | 560.000   |
| Spanien (Promusicae)      | 9× Platin                                                              | 540.000   |
| Vereinigte Staaten (RIAA) | Platin                                                                 | 60.000    |
| Insgesamt                 | 14× Platin ·                                                           | 1.160.000 |

### Todo de ti
| Land/Region               | Auszeichnungen für Musikverkäufe (Land/Region, Auszeichnung, Verkäufe) | Verkäufe  |
| ------------------------- | ---------------------------------------------------------------------- | --------- |
| Argentinien (CAPIF)       | Platin                                                                 | 20.000    |
| Brasilien (PMB)           | Platin                                                                 | 40.000    |
| Frankreich (SNEP)         | Platin                                                                 | 200.000   |
| Italien (FIMI)            | 2× Platin                                                              | 200.000   |
| Kanada (MC)               | Gold                                                                   | 40.000    |
| Kolumbien (ASINCOL)       | 3× Platin                                                              | 30.000    |
| Mexiko (AMPROFON)         | 2× Diamant · + 5× Gold                                                 | 1.750.000 |
| Portugal (AFP)            | Platin                                                                 | 10.000    |
| Schweiz (IFPI)            | Gold                                                                   | 10.000    |
| Spanien (Promusicae)      | 12× Platin                                                             | 720.000   |
| Vereinigte Staaten (RIAA) | 6× Platin                                                              | 360.000   |
| Zentralamerika (CFC)      | Diamant                                                                | 350.000   |
| Insgesamt                 | 3× Gold · 29× Platin · 3× Diamant ·                                    | 3.720.000 |

### Sexo virtual
| Land/Region          | Auszeichnungen für Musikverkäufe (Land/Region, Auszeichnung, Verkäufe) | Verkäufe |
| -------------------- | ---------------------------------------------------------------------- | -------- |
| Mexiko (AMPROFON)    | 5× Gold                                                                | 350.000  |
| Spanien (Promusicae) | 2× Platin                                                              | 120.000  |
| Zentralamerika (CFC) | Platin                                                                 | 70.000   |
| Insgesamt            | 1× Gold · 5× Platin ·                                                  | 540.000  |

### Una mas
| Land/Region               | Auszeichnungen für Musikverkäufe (Land/Region, Auszeichnung, Verkäufe) | Verkäufe |
| ------------------------- | ---------------------------------------------------------------------- | -------- |
| Spanien (Promusicae)      | Gold                                                                   | 30.000   |
| Vereinigte Staaten (RIAA) | Platin                                                                 | 60.000   |
| Insgesamt                 | 1× Gold · 1× Platin ·                                                  | 90.000   |

### Nubes
| Land/Region          | Auszeichnungen für Musikverkäufe (Land/Region, Auszeichnung, Verkäufe) | Verkäufe |
| -------------------- | ---------------------------------------------------------------------- | -------- |
| Spanien (Promusicae) | Gold                                                                   | 30.000   |
| Insgesamt            | 1× Gold ·                                                              | 30.000   |

### Cúrame
| Land/Region          | Auszeichnungen für Musikverkäufe (Land/Region, Auszeichnung, Verkäufe) | Verkäufe  |
| -------------------- | ---------------------------------------------------------------------- | --------- |
| Italien (FIMI)       | Gold                                                                   | 50.000    |
| Kolumbien (ASINCOL)  | Gold                                                                   | 5.000     |
| Mexiko (AMPROFON)    | 7× Gold                                                                | 490.000   |
| Spanien (Promusicae) | 7× Platin                                                              | 420.000   |
| Zentralamerika (CFC) | 2× Platin                                                              | 140.000   |
| Insgesamt            | 3× Gold · 12× Platin ·                                                 | 1.105.000 |

### Loquita
| Land/Region          | Auszeichnungen für Musikverkäufe (Land/Region, Auszeichnung, Verkäufe) | Verkäufe |
| -------------------- | ---------------------------------------------------------------------- | -------- |
| Spanien (Promusicae) | Gold                                                                   | 30.000   |
| Mexiko (AMPROFON)    | Gold                                                                   | 70.000   |
| Insgesamt            | 2× Gold ·                                                              | 100.000  |

### Nostálgico
| Land/Region               | Auszeichnungen für Musikverkäufe (Land/Region, Auszeichnung, Verkäufe) | Verkäufe  |
| ------------------------- | ---------------------------------------------------------------------- | --------- |
| Brasilien (PMB)           | Gold                                                                   | 20.000    |
| Mexiko (AMPROFON)         | 2× Platin                                                              | 280.000   |
| Spanien (Promusicae)      | 4× Platin                                                              | 240.000   |
| Vereinigte Staaten (RIAA) | 18× Platin                                                             | 1.080.000 |
| Insgesamt                 | 1× Gold · 14× Platin · 1× Diamant ·                                    | 1.620.000 |

### Problemón
| Land/Region               | Auszeichnungen für Musikverkäufe (Land/Region, Auszeichnung, Verkäufe) | Verkäufe  |
| ------------------------- | ---------------------------------------------------------------------- | --------- |
| Mexiko (AMPROFON)         | Diamant · + 3× Gold                                                    | 910.000   |
| Spanien (Promusicae)      | Platin                                                                 | 60.000    |
| Vereinigte Staaten (RIAA) | 7× Platin                                                              | 420.000   |
| Zentralamerika (CFC)      | Gold                                                                   | 35.000    |
| Insgesamt                 | 2× Gold · 9× Platin · 1× Diamant ·                                     | 1.425.000 |

### Desesperados
| Land/Region               | Auszeichnungen für Musikverkäufe (Land/Region, Auszeichnung, Verkäufe) | Verkäufe  |
| ------------------------- | ---------------------------------------------------------------------- | --------- |
| Brasilien (PMB)           | Platin                                                                 | 40.000    |
| Frankreich (SNEP)         | Gold                                                                   | 100.000   |
| Italien (FIMI)            | Platin                                                                 | 100.000   |
| Kanada (MC)               | Gold                                                                   | 40.000    |
| Mexiko (AMPROFON)         | Diamant · + 5× Gold                                                    | 1.050.000 |
| Portugal (AFP)            | Gold                                                                   | 5.000     |
| Spanien (Promusicae)      | 7× Platin                                                              | 420.000   |
| Vereinigte Staaten (RIAA) | 4× Platin                                                              | 240.000   |
| Zentralamerika (CFC)      | Platin                                                                 | 70.000    |
| Insgesamt                 | 4× Gold · 16× Platin · 1× Diamant ·                                    | 2.065.000 |

### Te felicito
| Land/Region               | Auszeichnungen für Musikverkäufe (Land/Region, Auszeichnung, Verkäufe) | Verkäufe  |
| ------------------------- | ---------------------------------------------------------------------- | --------- |
| Brasilien (PMB)           | 2× Platin                                                              | 80.000    |
| Chile (IFPI)              | Platin                                                                 | 200.000   |
| Frankreich (SNEP)         | Platin                                                                 | 200.000   |
| Italien (FIMI)            | Gold                                                                   | 50.000    |
| Kanada (MC)               | Gold                                                                   | 40.000    |
| Mexiko (AMPROFON)         | Diamant · + 5× Gold                                                    | 1.050.000 |
| Portugal (AFP)            | Gold                                                                   | 5.000     |
| Schweiz (IFPI)            | Gold                                                                   | 10.000    |
| Spanien (Promusicae)      | 7× Platin                                                              | 420.000   |
| Vereinigte Staaten (RIAA) | 24× Platin                                                             | 1.440.000 |
| Insgesamt                 | 5× Gold · 17× Platin · 3× Diamant ·                                    | 3.495.000 |

### Loco Por Perrearte (Remix)
| Land/Region               | Auszeichnungen für Musikverkäufe (Land/Region, Auszeichnung, Verkäufe) | Verkäufe |
| ------------------------- | ---------------------------------------------------------------------- | -------- |
| Spanien (Promusicae)      | Gold                                                                   | 30.000   |
| Vereinigte Staaten (RIAA) | Platin                                                                 | 60.000   |
| Insgesamt                 | 1× Gold · 1× Platin ·                                                  | 90.000   |

### Lokera
| Land/Region               | Auszeichnungen für Musikverkäufe (Land/Region, Auszeichnung, Verkäufe) | Verkäufe  |
| ------------------------- | ---------------------------------------------------------------------- | --------- |
| Chile (IFPI)              | Platin                                                                 | 200.000   |
| Italien (FIMI)            | Gold                                                                   | 50.000    |
| Mexiko (AMPROFON)         | Diamant · + 3× Gold                                                    | 910.000   |
| Spanien (Promusicae)      | 4× Platin                                                              | 240.000   |
| Vereinigte Staaten (RIAA) | 22× Platin                                                             | 1.320.000 |
| Insgesamt                 | 2× Gold · 8× Platin · 3× Diamant ·                                     | 2.720.000 |

### Sci-Fi
| Land/Region          | Auszeichnungen für Musikverkäufe (Land/Region, Auszeichnung, Verkäufe) | Verkäufe |
| -------------------- | ---------------------------------------------------------------------- | -------- |
| Spanien (Promusicae) | Gold                                                                   | 30.000   |
| Insgesamt            | 1× Gold ·                                                              | 30.000   |

### Punto 40
| Land/Region               | Auszeichnungen für Musikverkäufe (Land/Region, Auszeichnung, Verkäufe) | Verkäufe  |
| ------------------------- | ---------------------------------------------------------------------- | --------- |
| Chile (IFPI)              | Gold                                                                   | 90.000    |
| Mexiko (AMPROFON)         | 3× Gold                                                                | 210.000   |
| Spanien (Promusicae)      | 3× Platin                                                              | 180.000   |
| Vereinigte Staaten (RIAA) | 14× Platin                                                             | 840.000   |
| Insgesamt                 | 2× Gold · 8× Platin · 1× Diamant ·                                     | 1.370.000 |

### Dime Quién????
| Land/Region          | Auszeichnungen für Musikverkäufe (Land/Region, Auszeichnung, Verkäufe) | Verkäufe |
| -------------------- | ---------------------------------------------------------------------- | -------- |
| Mexiko (AMPROFON)    | Gold                                                                   | 70.000   |
| Spanien (Promusicae) | Gold                                                                   | 30.000   |
| Insgesamt            | 2× Gold ·                                                              | 100.000  |

### Panties y Brasieres
| Land/Region               | Auszeichnungen für Musikverkäufe (Land/Region, Auszeichnung, Verkäufe) | Verkäufe |
| ------------------------- | ---------------------------------------------------------------------- | -------- |
| Spanien (Promusicae)      | Platin                                                                 | 60.000   |
| Vereinigte Staaten (RIAA) | 4× Platin                                                              | 240.000  |
| Insgesamt                 | 5× Platin ·                                                            | 300.000  |

### Tamo en nota
| Land/Region          | Auszeichnungen für Musikverkäufe (Land/Region, Auszeichnung, Verkäufe) | Verkäufe |
| -------------------- | ---------------------------------------------------------------------- | -------- |
| Spanien (Promusicae) | Platin                                                                 | 60.000   |
| Insgesamt            | 1× Platin ·                                                            | 60.000   |

### Bzrp Music Sessions, Vol. 56
| Land/Region          | Auszeichnungen für Musikverkäufe (Land/Region, Auszeichnung, Verkäufe) | Verkäufe |
| -------------------- | ---------------------------------------------------------------------- | -------- |
| Mexiko (AMPROFON)    | Platin                                                                 | 140.000  |
| Spanien (Promusicae) | 3× Platin                                                              | 180.000  |
| Insgesamt            | 4× Platin ·                                                            | 320.000  |

### Baby Hello
| Land/Region               | Auszeichnungen für Musikverkäufe (Land/Region, Auszeichnung, Verkäufe) | Verkäufe |
| ------------------------- | ---------------------------------------------------------------------- | -------- |
| Italien (FIMI)            | Gold                                                                   | 50.000   |
| Mexiko (AMPROFON)         | Gold                                                                   | 70.000   |
| Spanien (Promusicae)      | 5× Platin                                                              | 300.000  |
| Vereinigte Staaten (RIAA) | 3× Platin                                                              | 180.000  |
| Insgesamt                 | 2× Gold · 8× Platin ·                                                  | 600.000  |

### Byak
| Land/Region               | Auszeichnungen für Musikverkäufe (Land/Region, Auszeichnung, Verkäufe) | Verkäufe |
| ------------------------- | ---------------------------------------------------------------------- | -------- |
| Vereinigte Staaten (RIAA) | Platin                                                                 | 60.000   |
| Zentralamerika (CFC)      | Gold                                                                   | 35.000   |
| Insgesamt                 | 1× Gold · 1× Platin ·                                                  | 95.000   |

### Santa
| Land/Region               | Auszeichnungen für Musikverkäufe (Land/Region, Auszeichnung, Verkäufe) | Verkäufe  |
| ------------------------- | ---------------------------------------------------------------------- | --------- |
| Italien (FIMI)            | Gold                                                                   | 50.000    |
| Mexiko (AMPROFON)         | 7× Gold                                                                | 490.000   |
| Portugal (AFP)            | Platin                                                                 | 10.000    |
| Spanien (Promusicae)      | 5× Platin                                                              | 300.000   |
| Vereinigte Staaten (RIAA) | 16× Platin                                                             | 960.000   |
| Zentralamerika (CFC)      | Diamant                                                                | 350.000   |
| Insgesamt                 | 2× Gold · 15× Platin · 2× Diamant ·                                    | 2.160.000 |

### La nena
| Land/Region          | Auszeichnungen für Musikverkäufe (Land/Region, Auszeichnung, Verkäufe) | Verkäufe |
| -------------------- | ---------------------------------------------------------------------- | -------- |
| Spanien (Promusicae) | Gold                                                                   | 30.000   |
| Insgesamt            | 1× Gold ·                                                              | 30.000   |

### Espectacular
| Land/Region          | Auszeichnungen für Musikverkäufe (Land/Region, Auszeichnung, Verkäufe) | Verkäufe |
| -------------------- | ---------------------------------------------------------------------- | -------- |
| Mexiko (AMPROFON)    | Gold                                                                   | 70.000   |
| Spanien (Promusicae) | Gold                                                                   | 30.000   |
| Insgesamt            | 2× Gold ·                                                              | 100.000  |

### Touching the Sky
| Land/Region               | Auszeichnungen für Musikverkäufe (Land/Region, Auszeichnung, Verkäufe) | Verkäufe |
| ------------------------- | ---------------------------------------------------------------------- | -------- |
| Vereinigte Staaten (RIAA) | Platin                                                                 | 60.000   |
| Insgesamt                 | 1× Platin ·                                                            | 60.000   |

### Déjame Entrar
| Land/Region               | Auszeichnungen für Musikverkäufe (Land/Region, Auszeichnung, Verkäufe) | Verkäufe |
| ------------------------- | ---------------------------------------------------------------------- | -------- |
| Mexiko (AMPROFON)         | Gold                                                                   | 70.000   |
| Spanien (Promusicae)      | Gold                                                                   | 30.000   |
| Vereinigte Staaten (RIAA) | Platin                                                                 | 60.000   |
| Zentralamerika (CFC)      | Gold                                                                   | 35.000   |
| Insgesamt                 | 3× Gold · 1× Platin ·                                                  | 195.000  |

## Auszeichnungen nach Liedern

### Abusadora
| Land/Region          | Auszeichnungen für Musikverkäufe (Land/Region, Auszeichnung, Verkäufe) | Verkäufe |
| -------------------- | ---------------------------------------------------------------------- | -------- |
| Spanien (Promusicae) | Gold                                                                   | 30.000   |
| Insgesamt            | 1× Gold ·                                                              | 30.000   |

### Nada
| Land/Region          | Auszeichnungen für Musikverkäufe (Land/Region, Auszeichnung, Verkäufe) | Verkäufe |
| -------------------- | ---------------------------------------------------------------------- | -------- |
| Spanien (Promusicae) | Platin                                                                 | 60.000   |
| Insgesamt            | 1× Platin ·                                                            | 60.000   |

### Al mismo tiempo
| Land/Region          | Auszeichnungen für Musikverkäufe (Land/Region, Auszeichnung, Verkäufe) | Verkäufe |
| -------------------- | ---------------------------------------------------------------------- | -------- |
| Spanien (Promusicae) | Gold                                                                   | 30.000   |
| Insgesamt            | 1× Gold ·                                                              | 30.000   |

### Bésalo
| Land/Region          | Auszeichnungen für Musikverkäufe (Land/Region, Auszeichnung, Verkäufe) | Verkäufe |
| -------------------- | ---------------------------------------------------------------------- | -------- |
| Spanien (Promusicae) | Gold                                                                   | 30.000   |
| Insgesamt            | 1× Gold ·                                                              | 30.000   |

### Perreo Pesau
| Land/Region          | Auszeichnungen für Musikverkäufe (Land/Region, Auszeichnung, Verkäufe) | Verkäufe |
| -------------------- | ---------------------------------------------------------------------- | -------- |
| Spanien (Promusicae) | Gold                                                                   | 30.000   |
| Zentralamerika (CFC) | Gold                                                                   | 35.000   |
| Insgesamt            | 2× Gold ·                                                              | 65.000   |

### Pensándote
| Land/Region          | Auszeichnungen für Musikverkäufe (Land/Region, Auszeichnung, Verkäufe) | Verkäufe |
| -------------------- | ---------------------------------------------------------------------- | -------- |
| Spanien (Promusicae) | Gold                                                                   | 30.000   |
| Insgesamt            | 1× Gold ·                                                              | 30.000   |

### Dile a el
| Land/Region          | Auszeichnungen für Musikverkäufe (Land/Region, Auszeichnung, Verkäufe) | Verkäufe |
| -------------------- | ---------------------------------------------------------------------- | -------- |
| Mexiko (AMPROFON)    | 5× Gold                                                                | 350.000  |
| Spanien (Promusicae) | 2× Platin                                                              | 120.000  |
| Insgesamt            | 1× Gold · 4× Platin ·                                                  | 470.000  |

### Soy una gárgola
| Land/Region          | Auszeichnungen für Musikverkäufe (Land/Region, Auszeichnung, Verkäufe) | Verkäufe |
| -------------------- | ---------------------------------------------------------------------- | -------- |
| Spanien (Promusicae) | Gold                                                                   | 30.000   |
| Insgesamt            | 1× Gold ·                                                              | 30.000   |

### Química
| Land/Region          | Auszeichnungen für Musikverkäufe (Land/Region, Auszeichnung, Verkäufe) | Verkäufe |
| -------------------- | ---------------------------------------------------------------------- | -------- |
| Spanien (Promusicae) | Gold                                                                   | 30.000   |
| Insgesamt            | 1× Gold ·                                                              | 30.000   |

### En Mi Habitación
| Land/Region               | Auszeichnungen für Musikverkäufe (Land/Region, Auszeichnung, Verkäufe) | Verkäufe |
| ------------------------- | ---------------------------------------------------------------------- | -------- |
| Vereinigte Staaten (RIAA) | Gold                                                                   | 30.000   |
| Insgesamt                 | 1× Gold ·                                                              | 30.000   |

### Aquel nap zzzz
| Land/Region          | Auszeichnungen für Musikverkäufe (Land/Region, Auszeichnung, Verkäufe) | Verkäufe |
| -------------------- | ---------------------------------------------------------------------- | -------- |
| Spanien (Promusicae) | Platin                                                                 | 60.000   |
| Insgesamt            | 1× Platin ·                                                            | 60.000   |

### La old skul
| Land/Region          | Auszeichnungen für Musikverkäufe (Land/Region, Auszeichnung, Verkäufe) | Verkäufe |
| -------------------- | ---------------------------------------------------------------------- | -------- |
| Spanien (Promusicae) | 2× Platin                                                              | 120.000  |
| Zentralamerika (CFC) | Gold                                                                   | 35.000   |
| Insgesamt            | 1× Gold · 2× Platin ·                                                  | 155.000  |

### Cosa guapa
| Land/Region          | Auszeichnungen für Musikverkäufe (Land/Region, Auszeichnung, Verkäufe) | Verkäufe |
| -------------------- | ---------------------------------------------------------------------- | -------- |
| Spanien (Promusicae) | Platin                                                                 | 60.000   |
| Insgesamt            | 1× Platin ·                                                            | 60.000   |

### Desenfocao’
| Land/Region          | Auszeichnungen für Musikverkäufe (Land/Region, Auszeichnung, Verkäufe) | Verkäufe |
| -------------------- | ---------------------------------------------------------------------- | -------- |
| Spanien (Promusicae) | Gold                                                                   | 30.000   |
| Insgesamt            | 1× Gold ·                                                              | 30.000   |

### Lejos del Cielo
| Land/Region          | Auszeichnungen für Musikverkäufe (Land/Region, Auszeichnung, Verkäufe) | Verkäufe |
| -------------------- | ---------------------------------------------------------------------- | -------- |
| Spanien (Promusicae) | Platin                                                                 | 60.000   |
| Insgesamt            | 1× Platin ·                                                            | 60.000   |

### Dejau’
| Land/Region          | Auszeichnungen für Musikverkäufe (Land/Region, Auszeichnung, Verkäufe) | Verkäufe |
| -------------------- | ---------------------------------------------------------------------- | -------- |
| Mexiko (AMPROFON)    | Gold                                                                   | 70.000   |
| Spanien (Promusicae) | Gold                                                                   | 30.000   |
| Insgesamt            | 2× Gold ·                                                              | 100.000  |

### Brazilera
| Land/Region     | Auszeichnungen für Musikverkäufe (Land/Region, Auszeichnung, Verkäufe) | Verkäufe |
| --------------- | ---------------------------------------------------------------------- | -------- |
| Brasilien (PMB) | Gold                                                                   | 20.000   |
| Insgesamt       | 1× Gold ·                                                              | 20.000   |

### Sabe
| Land/Region               | Auszeichnungen für Musikverkäufe (Land/Region, Auszeichnung, Verkäufe) | Verkäufe |
| ------------------------- | ---------------------------------------------------------------------- | -------- |
| Spanien (Promusicae)      | Gold                                                                   | 20.000   |
| Vereinigte Staaten (RIAA) | Platin                                                                 | 60.000   |
| Insgesamt                 | 1× Gold · 1× Platin ·                                                  | 80.000   |

### Museo
| Land/Region          | Auszeichnungen für Musikverkäufe (Land/Region, Auszeichnung, Verkäufe) | Verkäufe |
| -------------------- | ---------------------------------------------------------------------- | -------- |
| Mexiko (AMPROFON)    | Platin                                                                 | 140.000  |
| Spanien (Promusicae) | Platin                                                                 | 60.000   |
| Insgesamt            | 2× Platin ·                                                            | 200.000  |

### Party
| Land/Region          | Auszeichnungen für Musikverkäufe (Land/Region, Auszeichnung, Verkäufe) | Verkäufe |
| -------------------- | ---------------------------------------------------------------------- | -------- |
| Spanien (Promusicae) | 2× Platin                                                              | 120.000  |
| Insgesamt            | 2× Platin ·                                                            | 120.000  |

### Ron Cola
| Land/Region          | Auszeichnungen für Musikverkäufe (Land/Region, Auszeichnung, Verkäufe) | Verkäufe |
| -------------------- | ---------------------------------------------------------------------- | -------- |
| Mexiko (AMPROFON)    | Gold                                                                   | 70.000   |
| Spanien (Promusicae) | Platin                                                                 | 60.000   |
| Insgesamt            | 1× Gold · 1× Platin ·                                                  | 130.000  |

### De Carolina
| Land/Region          | Auszeichnungen für Musikverkäufe (Land/Region, Auszeichnung, Verkäufe) | Verkäufe |
| -------------------- | ---------------------------------------------------------------------- | -------- |
| Spanien (Promusicae) | Gold                                                                   | 30.000   |
| Insgesamt            | 1× Gold ·                                                              | 30.000   |

### Qué rico ch**gamos’
| Land/Region          | Auszeichnungen für Musikverkäufe (Land/Region, Auszeichnung, Verkäufe) | Verkäufe |
| -------------------- | ---------------------------------------------------------------------- | -------- |
| Mexiko (AMPROFON)    | Gold                                                                   | 70.000   |
| Spanien (Promusicae) | Gold                                                                   | 30.000   |
| Insgesamt            | 2× Gold ·                                                              | 100.000  |

### Vapor
| Land/Region               | Auszeichnungen für Musikverkäufe (Land/Region, Auszeichnung, Verkäufe) | Verkäufe |
| ------------------------- | ---------------------------------------------------------------------- | -------- |
| Vereinigte Staaten (RIAA) | Gold                                                                   | 30.000   |
| Insgesamt                 | 1× Gold ·                                                              | 30.000   |

### Corazón despeinado
| Land/Region          | Auszeichnungen für Musikverkäufe (Land/Region, Auszeichnung, Verkäufe) | Verkäufe |
| -------------------- | ---------------------------------------------------------------------- | -------- |
| Mexiko (AMPROFON)    | Gold                                                                   | 70.000   |
| Spanien (Promusicae) | Platin                                                                 | 60.000   |
| Insgesamt            | 1× Gold · 1× Platin ·                                                  | 130.000  |

### Volver
| Land/Region          | Auszeichnungen für Musikverkäufe (Land/Region, Auszeichnung, Verkäufe) | Verkäufe |
| -------------------- | ---------------------------------------------------------------------- | -------- |
| Spanien (Promusicae) | Gold                                                                   | 30.000   |
| Insgesamt            | 1× Gold ·                                                              | 30.000   |

### Beso
| Land/Region               | Auszeichnungen für Musikverkäufe (Land/Region, Auszeichnung, Verkäufe) | Verkäufe  |
| ------------------------- | ---------------------------------------------------------------------- | --------- |
| Belgien (BRMA)            | Gold                                                                   | 20.000    |
| Brasilien (PMB)           | Platin                                                                 | 40.000    |
| Frankreich (SNEP)         | Diamant                                                                | 333.333   |
| Italien (FIMI)            | 2× Platin                                                              | 200.000   |
| Mexiko (AMPROFON)         | 3× Platin                                                              | 420.000   |
| Portugal (AFP)            | 3× Platin                                                              | 30.000    |
| Schweiz (IFPI)            | Gold                                                                   | 10.000    |
| Spanien (Promusicae)      | 8× Platin                                                              | 480.000   |
| Vereinigte Staaten (RIAA) | Platin                                                                 | 1.000.000 |
| Insgesamt                 | 2× Gold · 18× Platin · 1× Diamant ·                                    | 2.531.333 |

### Vampiros
| Land/Region          | Auszeichnungen für Musikverkäufe (Land/Region, Auszeichnung, Verkäufe) | Verkäufe |
| -------------------- | ---------------------------------------------------------------------- | -------- |
| Spanien (Promusicae) | Gold                                                                   | 30.000   |
| Insgesamt            | 1× Gold ·                                                              | 30.000   |

### Promesa
| Land/Region          | Auszeichnungen für Musikverkäufe (Land/Region, Auszeichnung, Verkäufe) | Verkäufe |
| -------------------- | ---------------------------------------------------------------------- | -------- |
| Spanien (Promusicae) | Gold                                                                   | 30.000   |
| Insgesamt            | 1× Gold ·                                                              | 30.000   |

### Si Te Pegas
| Land/Region          | Auszeichnungen für Musikverkäufe (Land/Region, Auszeichnung, Verkäufe) | Verkäufe |
| -------------------- | ---------------------------------------------------------------------- | -------- |
| Spanien (Promusicae) | Gold                                                                   | 30.000   |
| Insgesamt            | 1× Gold ·                                                              | 30.000   |

### Picardía
| Land/Region       | Auszeichnungen für Musikverkäufe (Land/Region, Auszeichnung, Verkäufe) | Verkäufe |
| ----------------- | ---------------------------------------------------------------------- | -------- |
| Mexiko (AMPROFON) | Platin                                                                 | 140.000  |
| Insgesamt         | 1× Platin ·                                                            | 140.000  |

### Al Callao’
| Land/Region          | Auszeichnungen für Musikverkäufe (Land/Region, Auszeichnung, Verkäufe) | Verkäufe |
| -------------------- | ---------------------------------------------------------------------- | -------- |
| Spanien (Promusicae) | Gold                                                                   | 30.000   |
| Insgesamt            | 1× Gold ·                                                              | 30.000   |

### Diluvio
| Land/Region               | Auszeichnungen für Musikverkäufe (Land/Region, Auszeichnung, Verkäufe) | Verkäufe |
| ------------------------- | ---------------------------------------------------------------------- | -------- |
| Mexiko (AMPROFON)         | 2× Platin                                                              | 280.000  |
| Spanien (Promusicae)      | 3× Platin                                                              | 180.000  |
| Vereinigte Staaten (RIAA) | 2× Platin                                                              | 120.000  |
| Insgesamt                 | 7× Platin ·                                                            | 580.000  |

### Hey Lil Mama
| Land/Region          | Auszeichnungen für Musikverkäufe (Land/Region, Auszeichnung, Verkäufe) | Verkäufe |
| -------------------- | ---------------------------------------------------------------------- | -------- |
| Mexiko (AMPROFON)    | Gold                                                                   | 70.000   |
| Spanien (Promusicae) | Platin                                                                 | 60.000   |
| Insgesamt            | 1× Gold · 1× Platin ·                                                  | 130.000  |

### Cohete
| Land/Region               | Auszeichnungen für Musikverkäufe (Land/Region, Auszeichnung, Verkäufe) | Verkäufe |
| ------------------------- | ---------------------------------------------------------------------- | -------- |
| Vereinigte Staaten (RIAA) | Platin                                                                 | 60.000   |
| Insgesamt                 | 1× Platin ·                                                            | 60.000   |

### Que pasaría…
| Land/Region               | Auszeichnungen für Musikverkäufe (Land/Region, Auszeichnung, Verkäufe) | Verkäufe |
| ------------------------- | ---------------------------------------------------------------------- | -------- |
| Mexiko (AMPROFON)         | Platin                                                                 | 140.000  |
| Portugal (AFP)            | Platin                                                                 | 10.000   |
| Spanien (Promusicae)      | 2× Platin                                                              | 120.000  |
| Vereinigte Staaten (RIAA) | Gold                                                                   | 30.000   |
| Zentralamerika (CFC)      | 3× Platin                                                              | 210.000  |
| Insgesamt                 | 1× Gold · 7× Platin ·                                                  | 510.000  |

### Se fue
| Land/Region          | Auszeichnungen für Musikverkäufe (Land/Region, Auszeichnung, Verkäufe) | Verkäufe |
| -------------------- | ---------------------------------------------------------------------- | -------- |
| Mexiko (AMPROFON)    | Gold                                                                   | 70.000   |
| Spanien (Promusicae) | Gold                                                                   | 30.000   |
| Zentralamerika (CFC) | Gold                                                                   | 35.000   |
| Insgesamt            | 3× Gold ·                                                              | 135.000  |

### Khe?
| Land/Region          | Auszeichnungen für Musikverkäufe (Land/Region, Auszeichnung, Verkäufe) | Verkäufe |
| -------------------- | ---------------------------------------------------------------------- | -------- |
| Mexiko (AMPROFON)    | Platin                                                                 | 140.000  |
| Spanien (Promusicae) | Platin                                                                 | 60.000   |
| Zentralamerika (CFC) | 3× Platin                                                              | 210.000  |
| Insgesamt            | 5× Platin ·                                                            | 410.000  |

### Tú con Él
| Land/Region          | Auszeichnungen für Musikverkäufe (Land/Region, Auszeichnung, Verkäufe) | Verkäufe |
| -------------------- | ---------------------------------------------------------------------- | -------- |
| Mexiko (AMPROFON)    | Gold                                                                   | 70.000   |
| Spanien (Promusicae) | Gold                                                                   | 30.000   |
| Zentralamerika (CFC) | Platin                                                                 | 70.000   |
| Insgesamt            | 2× Gold · 1× Platin ·                                                  | 170.000  |

### Revolu
| Land/Region          | Auszeichnungen für Musikverkäufe (Land/Region, Auszeichnung, Verkäufe) | Verkäufe |
| -------------------- | ---------------------------------------------------------------------- | -------- |
| Zentralamerika (CFC) | Gold                                                                   | 35.000   |
| Insgesamt            | 1× Gold ·                                                              | 35.000   |

### Espresso Martini
| Land/Region          | Auszeichnungen für Musikverkäufe (Land/Region, Auszeichnung, Verkäufe) | Verkäufe |
| -------------------- | ---------------------------------------------------------------------- | -------- |
| Zentralamerika (CFC) | Gold                                                                   | 35.000   |
| Insgesamt            | 1× Gold ·                                                              | 35.000   |

### Sexplaylist1
| Land/Region               | Auszeichnungen für Musikverkäufe (Land/Region, Auszeichnung, Verkäufe) | Verkäufe |
| ------------------------- | ---------------------------------------------------------------------- | -------- |
| Vereinigte Staaten (RIAA) | Platin                                                                 | 60.000   |
| Insgesamt                 | 1× Platin ·                                                            | 60.000   |

## Statistik und Quellen
| Land/RegionAuszeichnungen für Musikverkäufe (Land/Region, Auszeichnungen, Verkäufe, Quellen) | Gold         | Platin         | Diamant       | Verkäufe   | Quellen             |
| -------------------------------------------------------------------------------------------- | ------------ | -------------- | ------------- | ---------- | ------------------- |
| Argentinien (CAPIF)                                                                          | 2× Gold2     | 5× Platin5     | —             | 120.000    | Einzelnachweise     |
| Belgien (BRMA)                                                                               | Gold1        | —              | —             | 20.000     | ultratop.be         |
| Brasilien (PMB)                                                                              | 5× Gold5     | 8× Platin8     | —             | 420.000    | pro-musicabr.org.br |
| Chile (IFPI)                                                                                 | 3× Gold3     | 2× Platin2     | Diamant1      | 1.070.000  | profovi.cl CL2      |
| Ecuador (SOPROFON)                                                                           | —            | 4× Platin4     | —             | 24.000     | Einzelnachweise     |
| Frankreich (SNEP)                                                                            | Gold1        | 2× Platin2     | Diamant1      | 833.333    | snepmusique.com     |
| Italien (FIMI)                                                                               | 7× Gold7     | 6× Platin6     | —             | 880.000    | fimi.it             |
| Kanada (MC)                                                                                  | 4× Gold4     | —              | —             | 160.000    | musiccanada.com     |
| Kolumbien (ASINCOL)                                                                          | 3× Gold3     | 9× Platin9     | —             | 120.000    | Einzelnachweise     |
| Mexiko (AMPROFON)                                                                            | 34× Gold34   | 77× Platin77   | 15× Diamant15 | 16.140.000 | amprofon.com.mx     |
| Peru (UNIMPRO)                                                                               | —            | 6× Platin6     | —             | 36.000     | Einzelnachweise     |
| Polen (ZPAV)                                                                                 | Gold1        | —              | —             | 25.000     | olis.pl             |
| Portugal (AFP)                                                                               | 2× Gold2     | 6× Platin6     | —             | 70.000     | Einzelnachweise     |
| Schweiz (IFPI)                                                                               | 3× Gold3     | —              | —             | 30.000     | hitparade.ch        |
| Spanien (Promusicae)                                                                         | 44× Gold44   | 162× Platin162 | —             | 10.270.000 | elportaldemusica.es |
| Vereinigte Staaten (RIAA)                                                                    | 6× Gold6     | 138× Platin138 | 14× Diamant14 | 17.800.000 | riaa.com            |
| Zentralamerika (CFC)                                                                         | 9× Gold9     | 36× Platin36   | 2× Diamant2   | 3.415.000  | cfc-musica.com      |
| Insgesamt                                                                                    | 125× Gold125 | 461× Platin461 | 33× Diamant33 |            |                     |